# Andrzej Lis
Pour les articles homonymes, voir Lis.
Andrzej Lis, né le 16 décembre 1959 à Wrocław, est un escrimeur polonais, pratiquant l'épée.

## Palmarès

### Jeux olympiques d'été
- 1980 à Moscou
  -  Médaille d'argent en épée par équipes
  - 13e en individuel

### Championnats de Pologne
- en 1982:
  -  Champion de Pologne